# Отношения между Пакистан и Русия
Рускo-пакистанските отношения (на руски: российско-пакистанские отношения) са двустранните отношения (политически, икономически, исторически, културни и пр.) между Пакистан и Русия. Пакистан и СССР (чийто приемник е Руската федерация) установяват дипломатически отношения на 1 май 1948 г.
Съветските отношения с Пакистан претърпяват възходи и падения през различните периоди. В периода 1947 – 1950, Съветския съюз се радва на относително здрави и силни отношения с Пакистан, когато страната е била под граждански контрол, но захладняват скоро след подкрепяния от САЩ военен преврат през 1958 г. Към средата на 1970-те години, отношенията бързо са подобрени. В края на 1980, Пакистан в съюз със Съединените щати и Саудитска Арабия подкрепя муджахидинските бунтовници по време на съветската окупация на Афганистан.

## Исторически връзки
Съветските отношения с Пакистан датират от 1922 г., след болшевишката революция. От 1922-1927 г. хората, които са влезли от Съветския съюз на териториите (днес Пакистан), владени от Британската империя, се опитват да започнат комунистическа революция срещу нея. Направени са серия от преврати, известни като конспирацията Калъфи Пешавар. Британската империя е ужасена след информацията за опит за комунистическа революция в Индия. От 1947-1950 и 1965-1969 г. търговският, образователният и културния тобмен между двете страни се е увеличил.
Отношенията се влошават след съветската критика за позицията на Пакистан спрямо войната от 1971 с Индия. Много пакистанци смятат, че индо-съветския Договор за приятелство, мир и сътрудничество насърчава нашествието на Индия в Източен Пакистан. След това продажбите на съветско оръжие в Индия, възлизащи на милиарди долари на концесионни условия потвърждават тази идея. СССР също продължава да налага вето на всяка резолюция по отношение на положението в Източен Пакистан, което отвежда до Организацията на обединените нации.

## Връзки със Суперсилите след 1948
Пакистан показва желанието си да се присъедини към Организацията за защита на Близкия изток, което очевидно е стратегически ход за ограничаване на Съветския съюз в този регион. Този план не се осъществява, но дава пълномощия на западните страни в Пакистан. Нещата излизат на повърхността, когато Пакистан официално се присъединява към отбранителните пактове на САЩ; Central Treaty Organization (CENTO) и Организацията на Югоизточна Азия (SEATO). Абстрактно, тези мерки са насочени към ограничаване на комунистическата идеология, като са били действащи срещу две велики сили, СССР и Китай. По този начин, Пакистан се превръща в част от американските стратегически битки.
Постепенно Пакистан става една от държавите участнички във войната срещу комунизма. До края на Суецката криза (1956) тя се превръща в една от най-надеждните съюзници на САЩ. Това събитие засилва възприятието сред мюсюлманските държави, че Пакистан е продължение на западната ръка в мюсюлманския свят. Пакистан подкрепя англо-френските войски срещу националистическите сили на Гамал Абдул Насир.
Но, в крайна сметка, през 1959 г., Пакистан подписва споразумение със САЩ и се противопоставя на комунистическите дейности по западните си граници. Това е споразумение за сигурност, по-специално срещу Съветския съюз. Нещата стават още по-лоши, когато през 1962 г. руснаците залавят пилот на американски шпионски самолет на тяхна територия. Пилотът разкрива, че самолетът е излетял от Badaber Airbase, Пешавар в Пакистан. Съветският лидер Хрушчов, загражда в червен кръг Пешавар на картата. Пакистанско-съветските отношения се влошават.
Въпреки това, по време на периода на президента Аюб Пакистан се опитва да подобри отношенията със Съветския съюз. Търговския и културен обмен между двете страни се увеличава между 1966 и 1971.
През 1974 година, министър-председателят, Бхуто прави държавно посещение в Москва и умишлено се опитва да стопли отношенията. За първи път в историята на Пакистан отношенията със Съветския съюз бързо се подобряват. Бхуто се договаря за интегрирани стоманолеярни.
Рано през 1960 г., Бхуто се договаря със Съветския съюз, за да се създадат Пакистанско-съветски фирми управляващи нефтени находища в Пакистан. От 1973 г. до 1979 г., Съветския съюз и Пакистан се ползват със силна връзка помежду си, от което СССР също се възползва. Късно, след военната инвазия на СССР в Афганистан, отношенията между двете държави, претърпяват промени. През 1980-те, напрежението нараства заради ключовата роля на Пакистан за организиране на политическа и материална подкрепа за муджахидините и талибанските сили в Афганистан. С помощта на Пакистан и подкрепени от американските пари и оръжие, муджахидините принуждават съветските войски да се изтеглят от Афганистан. Пакистан играе важна роля в този „голям мач“, което е причинило сериозна вреда на двустранните отношения на Пакистан с Русия. Оттеглянето на съветските войски от Афганистан и падането на бившия Съветски съюз довежда до значително подобряване на двустранните отношения, но пакистанската подкрепа и признаване на режима на талибаните в съседен Афганистан става източник на напрежение.
Използването на концепцията на билатериализма във външната си политика спомага на Пакистан да подобри отношенията си с комунистическите държави. Но до края на десетилетието, САЩ отново започва масивна тяга към западните си граници. Афганистанската война от 1980 г. е кулминацията на съюза на Пакистан със САЩ срещу СССР. Войната на САЩ срещу СССР все повече се изобразява като война на Пакистан срещу последния според теорията на "топлите води”. Пакистанските лидери прокарват идеята, че Русия се опитва да достигне арабско море като премине през Пакистан.
С напредването на войната Пакистан преминава постоянните съветските червени линии в Афганистан. Епохата след Студената война вижда възраждането на Пакистанско-руските отношения. Тези отношения се засилват по време на управлението на Наваз Шариф. Пакистанският премиер, след посещението си в Русия, прави много търговски и промишлени договори. Това посещение на пакистанския министър-председател дава нов обрат в отношенията на Пакистан с Русия. По-късно, обмен на посещения след всяка година или две, се превръща в част от рутинните чуждестранни обиколки на Пакистан, както и руски топ ръководства.
Отношенията в отбраната между Москва и Исламабад несъществуват, с изключение на една сделка за MAVERICK – хеликоптер през 1969 г. По същото време тогавашния президент Яхия посещава Москва. Пакистан изразява интерес към закупуването на боен хеликоптер MI-35 за борба с тероризма. От друга страна меморандумът за разбирателство също е в процес на разглеждане на сътрудничеството в отбраната и за засилване на цялостното сътрудничество.

## Падането на комунизма и 21 век
Началото на 1990-те години са могли да бъдат катализатор в Пакистанско-руските отношения. Две неща са се случили: Съветския съюз се превръща във федерация и в Пакистан е възстановено демократичното управление.
През 1996 г. Пакистан подкрепя бунтовниците от юг и талибаните започват офанзива срещу правителството в Кабул, което скоро завладяват. Русия, в опит да се придържа към акцията, подкрепя Северния алианс. Така, отново между двете страни има косвена конфронтация. Експериментът на талибаните, след като Русия е вече трансформирана, разтърсва надеждите за подобряване на връзките между тях, и отношенията помежду им продължават да бъдат обтегнати, докато талибаните управляват в Афганистан. Това са причините, поради които Русия не мисли да подкрепи САЩ във войната срещу талибаните от 2001 г. Оттеглянето на САЩ (2014 г.) и приемането на взаимните сфери на влияние в Афганистан ще бъде тест за жизнеспособността на отношенията между Пакистан и Руската федерация.
Друг въпрос, обаче, е, че след края на СССР, а по-късно след 2001 г. външната политика на Русия не е ясна. Русия не е сигурна дали да започне про-западна политика или да се превърне в азиатската страна и да постави вниманието си повече към Азия и Централна Азия, отколкото към Европа. Hannes Adomeit пише през 2002, че преди 9/11 Русия решава да бъде независима в многополюсния свят. След 9/11 Русия започва да си сътрудничи със САЩ.
За Пакистан изглежда няма никакъв шанс да си сътрудничи тясно с Русия. Русия свързва талибаните и тяхната идея за Сунитско емирство със саудитско-арабското влияние като заплаха за Русия. След края на талибаните и възхода на Северния алианс отношенията между Пакистан и Русия също не са от най-добрите.

## Икономическа и геополитическа конвергенция
През 1990 г. Беназир Бхуто изпраща съобщение в Москва, за да се създаде икономическата координация между двете страни. През 1991 г. той оглавява икономическа делегация на високо равнище в Централна Азия и Русия след разпадането на Съветския съюз.
По време на посещението на пакистанския президент в Руската федерация през юни 2002 г., пакистано-руските отношения са институционализирани. Съвместната работна група за борба с тероризма, Съвместната работна група за стратегическа стабилност и Междуправителствената съвместна комисия са били установени. Оттогава тези групи провеждат редовните си заседания.
Русия подкрепя влизането на Пакистан в Шанхайската организация за сътрудничество (ШОС), за да стане част от руския регионален механизъм за сигурност.
През 2003 г. двустранната търговия между Русия и Пакистан достига до 92 млн. долара, които са се увеличили до 411,4 милиона през 2006 г. През тази година, двете страни създават руско – пакистанска междуправителствена комисия за търговия, икономическо, научно и техническо сътрудничество.
През 2010 г. Руският премиер Владимир Путин заявява, че Русия е против разработването на стратегически и военни отношения с Пакистан, тъй като желанието ѝ е да се постави акцент върху стратегическите връзки с Индия. През 2011 г. Русия променя своята политика и Путин публично подкрепя кандидатурата на Пакистан, за да се присъедини към ШОС и казва, че Пакистан е много важен партньор за Русия в Южна Азия и мюсюлманския свят. Путин предлага помощта на Русия в разширяването на Steel Mills в Пакистан и предоставяне на техническа помощ за Guddu и Muzaffargarh(електроцентрали), а също така се интересува от развитието на т.нар. Thar Coal Project.
През 2011 г. министър-председателят Юсуф Раза Гилани и Владимир Путин проведждат открита дискусия в задушевната атмосфера на 10 ръководители на среща на Шанхайската организация за сътрудничество. Русия финансира проект CASA-1000, за предоставяне на енергия от Туркменистан, Таджикистан и Киргизстан до Пакистан. Русия е предоставила 500Mn щатски долара за CASA-1000 за проекта за пренос на електроенергия. През 2011 г. двете страни започват работа по рамката на предложеното споразумение за свободна търговия и валута. Подписано е суап-споразумение за засилване на двустранната търговия и по-нататъшно укрепване на икономическите си връзки.
Според Стивън Бланк от Института за стратегически изследвания, през 2012 г. Русия и Пакистан изграждат геополитически и стратегически отношения зад кулисите на световната политика.

## Културни връзки
Първият в света двуезичен урду-руски речник е съставен и представен от узбекски учен д-р Ташмириза Кхалмирзаев през 2012 г., по време на церемония в Исламабад. Този речник има за цел да подпомогне изучаването на двата езика. Той също напомня, че настъпва една нова ера в отношенията на Пакистан с Русия и другите централноазиатски държави, и насърчава правителството на Пакистан да продължи работата по промотиране на езика урду в Русия и Централна Азия.

### Дипломатически мисии
- ((en)) ((ru)) Embassy of Russia in Islamabad Архив на оригинала от 2015-07-02 в Library of Congress Web Archives
- ((en)) Embassy of Pakistan in Moscow Архив на оригинала от 2020-02-17 в Wayback Machine.